# Установка фракціонування Джуайма
Установка фракціонування Джуайма (Ju'aymah) – підприємство саудійської нафтогазової промисловості, що здійснює розділення зріджених вуглеводневих газів (ЗВГ).
У другій половині 1970-х років в Саудівській Аравії почали реалізовувати проекти, метою яких було раціональне використання попутного газу, що у великих кількостях отримували при розробці нафтових родовищ. Вилучена на трьох газопереробних заводах суміш гомологів метану надходила для подальшого фракціонування на східне узбережжя до заводу в Джуаймі, що став до ладу в 1981-му та отримував фракцію С2+ з ГПЗ Шедгам (трубопровід Шедгам – Джуайма), фракцію С2+ в об’ємах 330 тисяч барелів на добу з ГПЗ Утманія (трубопровід Утманія – Джуайма) та фракцію С3+ (тобто без етану) в об’ємі 100 тисяч барелів з ГПЗ Беррі (трубопровід Беррі – Джуайма – Рас-Танура). При цьому варто відзначити, що з 1984-го на західному узбережжі країни почала роботу установка фракціонування в Янбу, до якої почались поставки ЗВГ по трубопроводу Шедгам – Янбу.
В подальшому до Джуайми підключили й інші джерела ЗВГ. Так, з 2009 року почав роботу газопереробний завод Хурсанія (трубопровід Хурсанія – Джуайма), а 2008-му став до ладу комплекс вилучення ЗВГ Гавія, поява якого пов’язана із розробкою газових родовищ, що залягають під найбільшим нафтовим родовищем світу Гавар (трубопровід  Гавія – Джуайма). 
На момент введення в експлуатацію завод у Джуайма складався із двох технологічних ліній загальною потужністю 528 тисяч барелів на добу.  В 1999-му додали третю лінію, а після запуску в 2010-му четвертої потужність майданчику досягла 1,1 млн барелів на добу, що було найбільшим показником у світі.
Завод розділяє суміш ЗВГ на етан, пропан, бутан, пентан та фракцію С6+ (наявність депентанайзера вирізняє його від більшості інших фракціонаторів світу). Основна чаcтина продукції спрямовується по багатонитковій системи Джуайма – Джубайль до потужного центру нафтохімічної промисловості у Джубайлі. Тут споживачами виступають численні установки парового крекінгу компаній Sadaf (етан), Petrokemya, Kemya, SEPC, Sharq (всі чотири споживають як етан, так і пропан), Saudi Kayan (переважно бутан з певною часткою етану), JCP (пропан та етан), Sadara (етан). Крім того, в 2004 – 2009 роках у Джубайлі стали до ладу три заводи дегідрогенізації пропану компаній Saudi Polyolefins, APC і Al-Waha.  Що стосується бутану, то його також потребують заводи з виробництва MTBE, введені в 1989 – 1997 роках компаніями Ibn Sina, Ibn Zahr та Sadaf. Фракція гексан-плюс (С6+) відправляється до Джубайля для компанії Saudi Chevron Phillips.
Хоча більшість пропану та бутану споживають нафтохімічні виробництва Джубайля, проте частина цих продуктів експортується морським шляхом через власний термінал, причал якого виступає в море на 10 кілометрів та потребував встановлення 1530 паль. Для їх проміжного зберігання використовують сім резервуарів з об’ємом по 600 тисяч барелів кожен – чотири для пропана та три для бутана. На термінал також можуть надходити пропан та бутан з НПЗ Рас-Танура (де, зокрема, діє установка фракціонування Рас-Танура), для чого призначена трубопровідна система Рас-Танура – Джуайма. В другій половині 2020-х сюди мають подати пропан та бутан по системі Ріяс – Джуайма.
Пентан змішується із газовим бензином (фракція С5+) та передається до нафтопереробного заводу в Рас-Таннурі (трубопровід Джуайма – Рас-Танура) та Джубайлю (кілька із названих вище установок парового крекінгу споживають і цю сировину).
В 2006 році майданчик доповнили ТЕЦ Джуайма.